# مثعبية
المثعبية أو عديم الأرجل المثعبي (الاسم العلمي: Siphonops)، جنس من عديمات الأرجل ينتمي إلى فصيلة المثعبيات. يحتوي الجنس على الأنواع التالية
- Siphonops annulatus — عديم الأرجل ذو حلقات
- Siphonops hardyi — عديم الأرجل هاردي
- Siphonops leucoderus — عديم الأرجل السلفادوري
- Siphonops paulensis — عديم الأرجل بويتغير, cutuchi